# NGC 3111
NGC 3111 este o radiogalaxie situată în constelația Ursa Mare. A fost descoperită în 17 martie 1828 de către John Herschel. Se află la o distanță de 106,51 megaparseci de Pământ.